# Lee Kiefer
Lee Kiefer (Cleveland, 15 de junio de 1994) es una deportista estadounidense que compite en esgrima, especialista en la modalidad de florete. Su esposo, Gerek Meinhardt, compite en el mismo deporte.
Participó en cuatro Juegos Olímpicos de Verano, entre los años 2012 y 2024, obteniendo tres medallas de oro, en Tokio 2020 en la prueba individual y en París 2024 en las pruebas individual y por equipos, además de un quinto lugar en Londres 2012, en la prueba individual.
Ganó nueve medallas en el Campeonato Mundial de Esgrima entre los años 2011 y 2025. En los Juegos Panamericanos obtuvo ocho medallas: dos de oro en 2011, oro y plata en 2015, dos de oro en 2019 y dos de oro en 2023.

## Palmarés internacional
| Juegos Olímpicos     | Juegos Olímpicos     | Juegos Olímpicos  | Juegos Olímpicos    |
| Año                  | Lugar                | Medalla           | Prueba              |
| -------------------- | -------------------- | ----------------- | ------------------- |
| 2020                 | Tokio (Japón)        | Medalla de oro    | Florete individual  |
| 2024                 | París (Francia)      | Medalla de oro    | Florete individual  |
| 2024                 | París (Francia)      | Medalla de oro    | Florete por equipos |
| Campeonato Mundial   |                      |                   |                     |
| Año                  | Lugar                | Medalla           | Prueba              |
| 2011                 | Catania (Italia)     | Medalla de bronce | Florete individual  |
| 2017                 | Leipzig (Alemania)   | Medalla de plata  | Florete por equipos |
| 2018                 | Wuxi (China)         | Medalla de oro    | Florete por equipos |
| 2019                 | Budapest (Hungría)   | Medalla de bronce | Florete por equipos |
| 2022                 | El Cairo (Egipto)    | Medalla de plata  | Florete por equipos |
| 2022                 | El Cairo (Egipto)    | Medalla de bronce | Florete individual  |
| 2023                 | Milán (Italia)       | Medalla de bronce | Florete individual  |
| 2025                 | Tiflis (Georgia)     | Medalla de oro    | Florete individual  |
| 2025                 | Tiflis (Georgia)     | Medalla de oro    | Florete por equipos |
| Juegos Panamericanos |                      |                   |                     |
| Año                  | Lugar                | Medalla           | Prueba              |
| 2011                 | Guadalajara (México) | Medalla de oro    | Florete individual  |
| 2011                 | Guadalajara (México) | Medalla de oro    | Florete por equipos |
| 2015                 | Toronto (Canadá)     | Medalla de oro    | Florete individual  |
| 2015                 | Toronto (Canadá)     | Medalla de plata  | Florete por equipos |
| 2019                 | Lima (Perú)          | Medalla de oro    | Florete individual  |
| 2019                 | Lima (Perú)          | Medalla de oro    | Florete por equipos |
| 2023                 | Santiago (Chile)     | Medalla de oro    | Florete individual  |
| 2023                 | Santiago (Chile)     | Medalla de oro    | Florete por equipos |